# Madkulør
Madkulør eller sovsekulør er et tyktflydende sortbrunt og bittert smagende farvestof, som benyttes som erstatning for den brune farve af stegesky i opbagt sovs.
Madkuløren består af ammonieret karamelliseret sukker tilsat vand og salt. Tilsættelsen af ammoniak til det karamelliserede sukker foretages for at forstærke væskens brune farve.
Madkulør sælges i brune flasker og har E-nummer E 150. Produktet menes at være introduceret i Danmark omkring 1890'erne.